# ذباب الحجر العملاق
ذباب الحجر العملاق أو ذباب السلمون (الاسم العلمي: Pteronarcyidae)، فصيلة حشرات من رتبة مطويات الأجنحة. تتكون الفصيلة من جنسان وعشرة أنواع، تنتشر في جميع أنحاء أمريكا الشمالية، في حين يوجد جنس Pteronarcella في الغرب فقط.